# Primera División de México (1978/1979)
Rozgrywki 1978/1979 były 77. sezonem w historii ligi meksykańskiej, a 37. sezonem w historii profesjonalnej ligi meksykańskiej. Tytułu mistrzowskiego broniła Tigres UANL.

## Zespoły
| Uczestnicy poprzedniej edycji                                                                                 | Uczestnicy poprzedniej edycji | Uczestnicy poprzedniej edycji | Uczestnicy poprzedniej edycji |
| --- | ----------------------------- | ----------------------------- | ----------------------------- |
| AME | América                       |                               |                               |
| ATL | Atlante                       |                               |                               |
| ATE | Atlético Español              |                               |                               |
| ATP | Atlético Potosino             |                               |                               |
| CAZ | Cruz Azul                     |                               |                               |
| DNE | Deportivo Neza                |                               |                               |
| EST | Estudiantes Tecos             |                               |                               |
| GUA | Guadalajara                   |                               |                               |
| JAL | Club Jalisco                  |                               |                               |
| LEO | León                          |                               |                               |
| MTY | Monterrey                     |                               |                               |
| PUE | Puebla                        |                               |                               |
| PUM | Pumas UNAM                    |                               |                               |
| TAM | Tampico Madero                |                               |                               |
| TIG | Tigres UANL                   |                               |                               |
| TOL | Toluca                        |                               |                               |
| CUR | Unión de Curtidores           |                               |                               |
| UDG | U de Guadalajara              |                               |                               |
| VER | Veracruz                      |                               |                               |
| Awans z Segunda División de México (1977/1978)                                                                |                               |                               |                               |
| ZAC | Zacatepec                     |                               |                               |
| Oznaczenia: - kolumna pierwsza – skróty nazw drużyn, - kolumna trzecia – miejsce zajęte w poprzednim sezonie. |                               |                               |                               |

## Faza grupowa

### Grupa 1
| Lp. | Klub         | M  | Z  | R  | P  | B+ | B- | Pkt. | Uwagi            |
| --- | ------------ | -- | -- | -- | -- | -- | -- | ---- | ---------------- |
| 1   | CF Monterrey | 38 | 14 | 12 | 12 | 52 | 43 | 40   | Faza mistrzowska |
| 2   | Club América | 38 | 14 | 9  | 15 | 58 | 49 | 37   | Faza mistrzowska |
| 3   | Guadalajara  | 38 | 11 | 13 | 14 | 43 | 56 | 35   |                  |
| 4   | Atlante      | 38 | 9  | 13 | 16 | 51 | 56 | 31   |                  |
| 5   | Veracruz     | 38 | 7  | 9  | 22 | 35 | 83 | 23   | Spadek           |

### Grupa 2
| Lp. | Klub              | M  | Z  | R  | P  | B+ | B- | Pkt. | Uwagi            |
| --- | ----------------- | -- | -- | -- | -- | -- | -- | ---- | ---------------- |
| 1   | Pumas UNAM        | 38 | 17 | 11 | 10 | 77 | 57 | 45   | Faza mistrzowska |
| 2   | Atlético Potosino | 38 | 19 | 7  | 13 | 58 | 55 | 45   | Faza mistrzowska |
| 3   | Tampico           | 38 | 11 | 13 | 14 | 59 | 65 | 35   |                  |
| 4   | Club León         | 38 | 13 | 7  | 18 | 50 | 67 | 33   |                  |
| 5   | Club Jalisco      | 38 | 8  | 12 | 18 | 49 | 67 | 28   |                  |

### Grupa 3
| Lp. | Klub                | M  | Z  | R  | P  | B+ | B- | Pkt. | Uwagi            |
| --- | ------------------- | -- | -- | -- | -- | -- | -- | ---- | ---------------- |
| 1   | Cruz Azul           | 38 | 19 | 13 | 6  | 70 | 32 | 51   | Faza mistrzowska |
| 2   | Toluca              | 38 | 19 | 7  | 12 | 59 | 43 | 45   | Faza mistrzowska |
| 3   | Puebla FC           | 38 | 14 | 14 | 10 | 53 | 49 | 42   |                  |
| 4   | U. de Guadalajara   | 38 | 15 | 7  | 16 | 60 | 57 | 37   |                  |
| 5   | Unión de Curtidores | 38 | 12 | 11 | 15 | 54 | 57 | 35   |                  |

### Grupa 4
| Lp. | Klub              | M  | Z  | R  | P  | B+ | B- | Pkt. | Uwagi            |
| --- | ----------------- | -- | -- | -- | -- | -- | -- | ---- | ---------------- |
| 1   | Tigres UANL       | 38 | 17 | 14 | 7  | 58 | 46 | 48   | Faza mistrzowska |
| 2   | Zacatepec         | 38 | 15 | 13 | 10 | 55 | 45 | 43   | Faza mistrzowska |
| 3   | Estudiantes Tecos | 38 | 13 | 15 | 10 | 56 | 44 | 41   |                  |
| 4   | Atlético Español  | 38 | 13 | 10 | 15 | 54 | 62 | 36   |                  |
| 5   | Deportivo Neza    | 38 | 10 | 10 | 18 | 35 | 53 | 30   |                  |

## Faza mistrzowska

### Grupa A
| Lp. | Klub              | M | Z | R | P | B+ | B- | Pkt. | Uwagi |
| --- | ----------------- | - | - | - | - | -- | -- | ---- | ----- |
| 1   | Cruz Azul         | 6 | 4 | 1 | 1 | 8  | 5  | 9    | Finał |
| 2   | Toluca            | 6 | 3 | 0 | 3 | 9  | 5  | 6    |       |
| 3   | Club América      | 6 | 3 | 0 | 3 | 7  | 6  | 6    |       |
| 4   | Atlético Potosino | 6 | 1 | 1 | 4 | 5  | 13 | 3    |       |

### Grupa B
| Lp. | Klub         | M | Z | R | P | B+ | B- | Pkt. | Uwagi |
| --- | ------------ | - | - | - | - | -- | -- | ---- | ----- |
| 1   | Pumas UNAM   | 6 | 3 | 2 | 1 | 9  | 6  | 8    | Finał |
| 2   | Tigres UANL  | 6 | 3 | 2 | 1 | 8  | 7  | 8    |       |
| 3   | CF Monterrey | 6 | 1 | 4 | 1 | 8  | 8  | 6    |       |
| 4   | Zacatepec    | 6 | 0 | 2 | 4 | 6  | 10 | 2    |       |

### Finał
|  | Pumas UNAM | 0 – 0 | Cruz Azul | Meksyk |
|  |            |       |           |        |

|  | Cruz Azul | 2 – 0 | Pumas UNAM | Meksyk |
|  |           |       |            |        |